# Prevalla

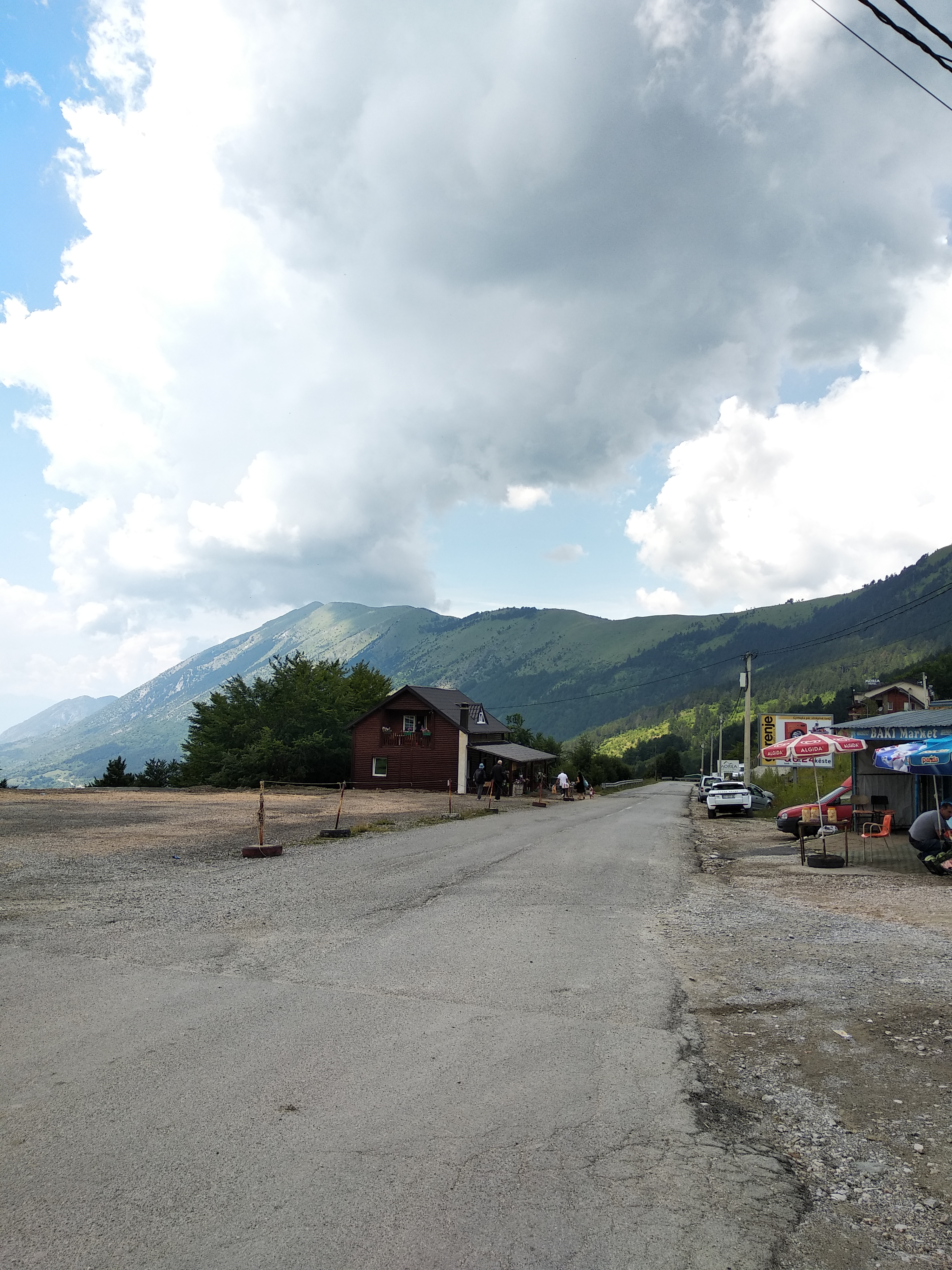
Prevalla v létě

Prevalla (albánsky: Prevallë, srbsky: Prevalc nebo Превалц) je horská vesnička v Kosovu, v pohoří Šar planina. Je vzdáleno asi 30 kilometrů od Prizrenu, na silnici z Prizrenu do Štrpců a Kačaniku, nedaleko hranic se Severní Makedonií. Samotná vesnička se nachází v nadmořské výšce 1500 m n. m., ale okolní vrcholy jsou často vyšší než 2000 m n. m. 
Prevalla je lyžařské a rekreační středisko.
Prevalla leží v národním parku Šar.

## Původ názvu
Prevalla znamená průsmyk. Vesnička se tak nazývá podle průsmyku přes hory, který se zde nachází.